# Agüero (stacja metra)
Agüero – stacja metra w Buenos Aires, na linii D. Znajduje się pomiędzy stacjami Pueyrredón, a Bulnes. Stacja została otwarta 5 września 1938.